# Grudge Match
Grudge Match (en Hispanoamérica, Ajuste de cuentas; en España, La gran revancha) es una película cómica de deportes de 2013 dirigida por Peter Segal. Es protagonizada por Robert De Niro y Sylvester Stallone como dos boxeadores envejecidos que suben al ring para una última pelea. Tanto Stallone como De Niro estuvieron en dos exitosas películas de boxeo: Rocky (1976) y Raging Bull (1980), respectivamente, y trabajaron juntos en Cop Land (1997).
Se estrenó el 25 de diciembre de 2013 en Estados Unidos y el 24 de enero de 2014 en el Reino Unido.

## Sinopsis
En su mejor momento, los boxeadores de Pittsburgh Henry "Razor" Sharp (Sylvester Stallone) y Billy "The Kid" McDonnen (Robert De Niro) se convierten en rivales después de dos peleas, una en la que Kid vence a Razor y otra en la que Razor vence a Kid, las únicas derrotas de sus carreras respectivas. Antes de la pelea por la revancha, Razor anuncia su retiro sin explicación, enfureciendo a Kid.
Años más tarde, Razor tiene poco dinero y trabaja en un astillero, cuando es visitado por el promotor Dante Slate, Jr. (Kevin Hart), que quiere que Razor lo ayude a desarrollar un videojuego de boxeo.  Kid es ahora un presumido que dirige un bar y un concesionario de automóviles. Razor acepta a regañadientes $ 15,000 por el videojuego, necesarios para cuidar a su exentrenador Lightning Conlon (Alan Arkin) y pagar sus facturas vencidas.
En el estudio de grabación, Razor es sorprendido y burlado por Kid, quien también fue invitado por Slate. Los dos se pelean y dañan el estudio antes de ser arrestados. Los videos de la pelea son subidos YouTube y se vuelven virales, lo que le da a Slate la idea de organizar un último enfrentamiento entre Razor y Kid.
Kid acepta con entusiasmo. Razor se ve obligado a hacerlo también, no recibe sus $ 15,000, y luego se entera de que ha sido despedido del astillero. En la conferencia de prensa para anunciar el partido de revancha, su exnovia Sally Rose (Kim Basinger) se acerca a Razor, quien lo engañó con Kid durante su juventud y terminó embarazada. Ahora viuda, Sally quiere volver a conectarse con Razor, pero él es reacio.
Razor le pide al viejo entrenador Lightning que lo ponga en forma. Kid espera que el dueño del gimnasio Frankie Brite (LL Cool J) lo entrene, pero Frankie se burla de la pelea y de su edad, no acepta ayudarlo. Kid se encuentra con su hijo biológico, B. J. (Jon Bernthal), en contra de los deseos de Sally. Los dos comienzan a unirse después de que B. J. le da a Kid consejos útiles sobre su técnica pugilística, y es invitado a ser su entrenador.
Al comienzo, casi todos se burlaban de Razor y de Kid, por su edad, y su estado físico no apto para una lucha, pero poco a poco, con la promoción de Dante, se van haciendo un nombre nuevamente. La pelea estaba organizada para hacerse en un estadio con cinco mil espectadores, pero con la propaganda, que al principio de basaba en intentar llenar ese estadio, logran superar ampliamente la capacidad de la anterior sede, cambiando a uno con quince mil asientos. Entre los artilugios propagandísticos, Slate lleva a ambos púgiles a un encuentro de la lucha libre, donde estos se burlan de dicha disciplina. Uno de los organizadores de la contienda de la lucha libre se enfada con ambos, e intenta detenerlos violentamente, a lo que Razor responde golpeándolo fuertemente. El video de esta pelea se hace viral. Otra de las campañas de publicidad es un lanzamiento en paracaídas desde una avioneta. Razor y Kid rompen algunas cosas cuando aterrizan, ya que hacía mucho tiempo no practicaban paracaidismo; nuevamente, el video de su desastroso aterrizaje es visualizado. 
Lightning descubre que Razor es ciego de un ojo. Una pelea podría causar daños permanentes, por lo que Lightning y Sally imploran a Razor que la suspenda. En un principio Razor acepta, lo que provoca un gran descontento en Kid, luego, se arrepiente y decide competir.
Kid lleva a su nieto Trey para celebrar la noticia de que todas las entradas para la disputa se han agotado. B. J. cree que van a ir al cine, pero Kid lleva al niño a un bar y luego lo deja solo mientras se va con una prostituta. Trey termina accidentalmente arrancando el auto de Kid mientras este está en el asiento trasero teniendo sexo. Kid evita un accidente, pero es arrestado, y B. J. se enfurece porque puso en peligro al niño. Kid se disculpa con B. J. y le da un álbum de recortes que guardaba de la carrera deportiva de B. J. en la escuela, demostrando que había estado interesado en él a lo largo de los años. B. J. lo perdona.
Cuando comienza el encuentro, Kid obtiene una ventaja inicial, golpeando severamente a Razor explotando sin saberlo su ojo ciego. Sin embargo, al enterarse de la condición de Razor, Kid deja de enfocarse en el ojo y ayuda a Razor a ponerse de pie. Razor convierte la pelea a su favor, pero también ayuda a Kid a ponerse de pie después de casi noquearlo. La pelea termina y los jueces lo deciden por puntos. Razor es declarado ganador por una decisión dividida muy cercana. Celebra con Sally y Lightning, mientras que un Kid satisfecho disfruta de la compañía de B. J. y Trey, que están orgullosos de lo que ha logrado.
En una escena posterior a los créditos, Razor tiene un nuevo televisor, en el que él y Lightning ven una actuación de Kid en Bailando con las estrellas y deducen rápidamente que está teniendo relaciones sexuales con su pareja. En otro, Slate intenta establecer otro encuentro de rencor entre Mike Tyson y Evander Holyfield. Holyfield rechaza varias ofertas cada vez más altas para luchar contra Tyson antes de mostrar interés cuando Slate le ofrece a Holyfield un papel en una cuarta película de Hangover. Tyson, frustrado por esto, se acerca enojado a Slate antes de que termine la escena.

## Reparto
- Robert De Niro: Billy "The Kid" McDonnen.[7]
- Sylvester Stallone: Henry "Razor" Sharp.[7]
- Alan Arkin: el entrenador Louis "Lightning" (‘relámpago’) Conlon.[8]
- Kim Basinger: Sally Rose.[8]
- Ireland Baldwin: Sally de joven.
- Kevin Hart: Dante Slate, Jr., el hijo del millonario empresario.[8]
- Jon Bernthal: Bradley James "B.J." McDonnen[9]
- LL Cool J: Frankie Brite, el dueño del gimnasio donde entrena The Kid.
- Anthony Anderson: Mr. Sandpaper Hands.
- Camden Gray: Trey.
- Paul Ben-Victor: el organizador de la pelea.
- Don Lake como el productor de videojuegos.
- Michael Buffer: él mismo.
- Mike Goldberg: él mismo.
- Evander Holyfield: él mismo.
- Roy Jones Jr.: él mismo.
- Larry Merchant: él mismo.
- Chael Sonnen: él mismo.
- Mike Tyson: él mismo.
- Jim Lampley: él mismo.
- Rich Little: presentador de boxeo.
- Anthony Bean: el millonario mánager Dante Slate, Sr. (padre de Slate Jr.)
- Mason Mackie: el niño Dante Jr.
- Barry Primus: Joey, compañero de trabajo de Stallone en el astillero, y camarero.